# Гатчинський район
Гатчинський район (рос. Гатчинский район) — муніципальний район у складі Ленінградської області Російської Федерації.
Адміністративний центр — місто Гатчина.

## Демографія
Динаміка чисельності населення району:
| Рік  | Населення, осіб | Джерело           | Примітки                                |
| ---- | --------------- | ----------------- | --------------------------------------- |
| 1959 | 118 103         | Перепис 1959 року | Без Гатчини (36 725 осіб)               |
| 1970 | 123 184         | Перепис 1970 року | Без Гатчини (63 292 осіб)               |
| 1979 | 128 735         | Перепис 1979 року | Без Гатчинської міськради (76 181 осіб) |
| 1989 | 138 022         | Перепис 1989 року | Без Гатчинської міськради (80 375 осіб) |
| 2002 | 132 010         | Перепис 2002 року | Без Гатчини (88 659 осіб)               |
| 2010 | 233 396         | Перепис 2010 року |                                         |

## Адміністративний устрій
До складу району входять 6 міських та 11 сільських поселень:
| Назва поселення                     | Код ЗКАТУ    | Площа (км²) | Населення (2010) | Кількість НП | Адміністративний центр |
| ----------------------------------- | ------------ | ----------- | ---------------- | ------------ | ---------------------- |
| Великоколпанське сільське поселення | 41 618 408 2 | 150.2       | ▲ 9327           | 16           | Великі Колпани         |
| Веревське сільське поселення        | 41 618 416 4 | 50.5        | ▲ 6258           | 19           | Мале Верево            |
| Войсковицьке сільське поселення     | 41 618 418 9 | 30.7        | ▲ 6930           | 5            | Войсковиці             |
| Вирицьке міське поселення           | 41 618 154 9 | 961.21      | ▲ 14 570         | 27           | Вириця                 |
| Гатчинське міське поселення         | 41 618 101 5 | 28.75       | ▲ 93 186         | 2            | Гатчина                |
| Дружногорське міське поселення      | 41 618 156 3 | 194.8       | ▼ 5815           | 12           | Дружна Горка           |
| Єлизаветинське сільське поселення   | 41 618 424 6 | 128.8       | ▲ 5504           | 26           | Єлизаветино            |
| Кобринське сільське поселення       | 41 618 426 0 | 98.7        | ▼ 5906           | 16           | Кобринське             |
| Комунарське міське поселення        | 41 618 105 4 | 12,7        | ▲ 20 211         | 1            | Комунар                |
| Новосвітське сільське поселення     | 41 618 444 9 | 41.1        | ▲ 7629           | 7            | Новий Світ             |
| Пудомязьке сільське поселення       | 41 618 404 3 | 67.1        | ▲ 5734           | 17           | Пудомяги               |
| Пудостське сільське поселення       | 41 618 448 8 | 148.9       | ▲ 9033           | 28           | Пудость                |
| Рождественське сільське поселення   | 41 618 452 0 | 288.0       | ▲ 5697           | 14           | Рождествено            |
| Сіверське міське поселення          | 41 618 169 1 | 194.4       | ▲ 18 970         | 8            | Сіверський             |
| Сусанінське сільське поселення      | 41 618 460 2 | 278.6       | ▼ 7617           | 9            | Сусаніно               |
| Сяськелевське сільське поселення    | 41 618 461 6 | 168.9       | ▲ 4925           | 21           | Сяськелево             |
| Таїцьке міське поселення            | 41 618 176 6 | 40.3        | ▲ 6084           | 13           | Тайці                  |